# Israir
ИсраЭ́йр (ивр. ישראייר‎, ИАТА: 6H, ИКАО: ISR) — израильская авиакомпания, базирующаяся в Тель-Авиве, в Израиле. Компания выполняет регулярные местные рейсы и оказывает услуги воздушного такси из аэропортов Тель-Авива, Хайфы и Эйлата, а также чартерные международные рейсы из аэропорта им. Бен-Гуриона в Европу, Азию и Северную Америку. Компания также выполняет ВИП-рейсы и является третьей по величине авиакомпанией в Израиле после «El Al» и «Arkia Israel Airlines», количество её сотрудников — 350 человек.
С июня 2008 года «ИсраЭйр» начала полёты в Москву.

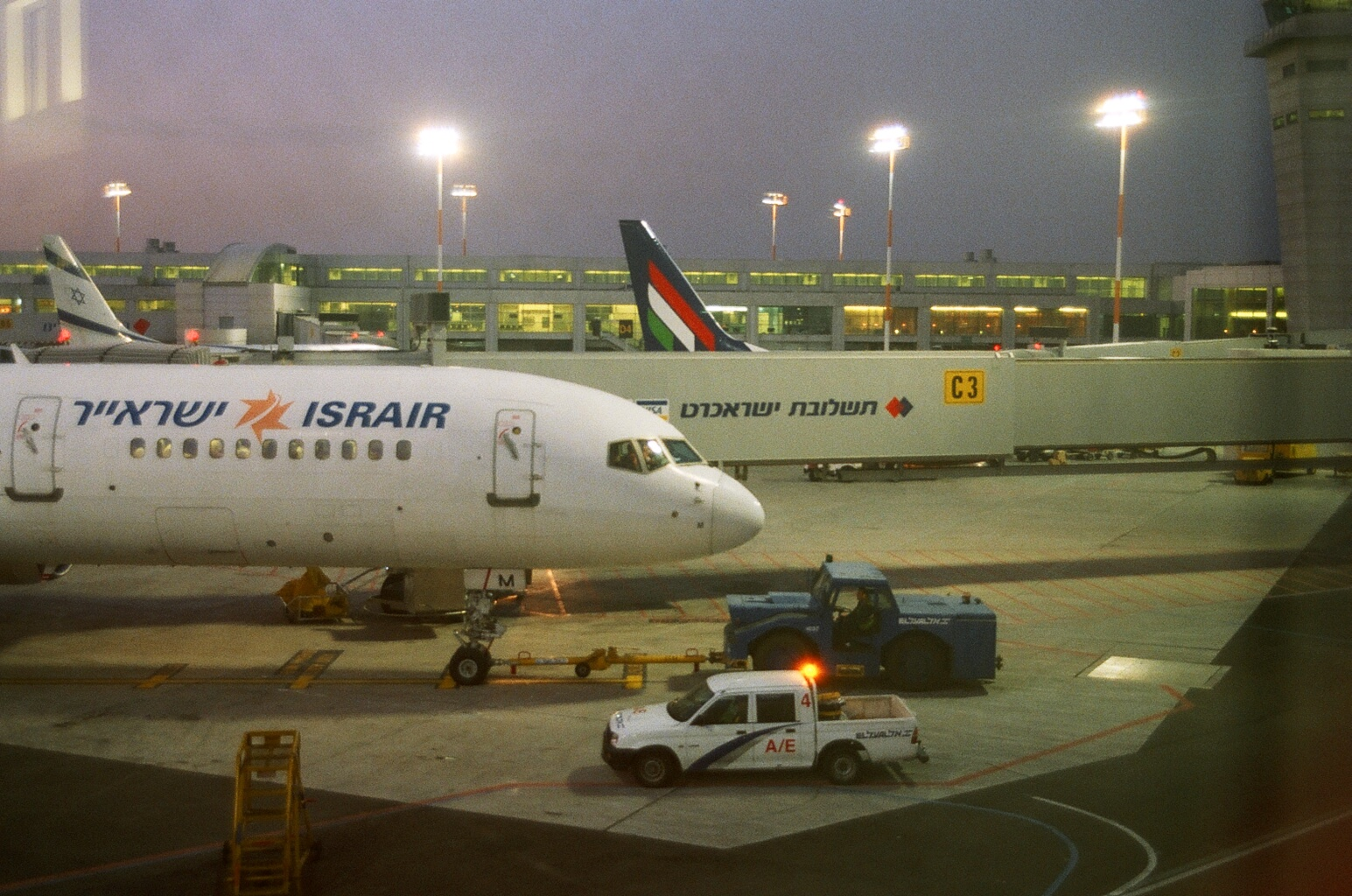
Boeing 757 компании ИсраЭйр в аэропорту им. Бен-Гуриона.

## Флот
По состоянию на август 2019 года:
| Тип самолёта    | В эксплуатации | Заказаны | Мест | Примечания |  |
| --------------- | -------------- | -------- | ---- | ---------- |  |
| Airbus A320-200 | 9              |          | 180  |            |  |
| Всего           | 9              |          |      |            |  |